# Asfaltowe kwiaty
Asfaltowe kwiaty (tur. Asfalt Çiçekleri) – turecki film fabularny z 2014 roku w reżyserii Kamila Koça.

## Opis fabuły
Akcja filmu rozgrywa się w Stambule, w środowisku młodych artystów. Na moście pewnej nocy spotykają się młody malarz i wokalistka zespołu Asfaltowe kwiaty, która mieszka we Francji, a do Turcji przyjechała szukać swoich korzeni. Para udaje się w podróż do wschodniej Turcji, a za nimi udaje się fotografka, zakochana w młodym malarzu.

## Obsada
- Emrah Akilli jako malarz
- Ahsen Altay jako Quantum Kizi
- Alpturk Arite jako Bilal
- Ceyhun Arslan jako Muzyk 1
- Onur Aymergen jako Muzyk 2
- Sedef Arslanhan
- Semir Aslanyürek jako Kör Musa
- Aytac Baba
- Sarenur Burkut
- Ismail Büken
- Eyüp Koç
- Erdogan Demiral jako portier